# James Albert Henry de la Sarraz

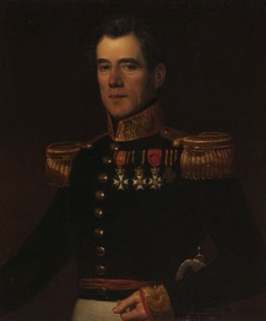
James Albert Henry de la Sarraz

James Albert Henry de la Sarraz (Grave, 23 november 1787 – 's-Gravenhage, 1 mei 1877) was Nederlands militair en politicus.
De la Sarraz was een officier uit een Zwitsers geslacht, die tot veler verrassing in 1843 minister van Buitenlandse Zaken werd. Hij was namelijk tamelijk doof en tot dan als oud-officier en hoofdmaarschalk een toegewijd maar erg conservatief dienaar van de koning. Veel vertrouwen genoot hij dan ook niet als minister. Door zijn doofheid was hij uiteindelijk genoodzaakt om af te treden, waarna hij minister van Staat werd.